# جائزة بلجيكا الكبرى 1956
جائزة بلجيكا الكبرى 1956 هو سباق فورمولا 1 أقيم بتاريخ 3 يونيو 1956 في حلبة دي سبا فرانكورشومب. كان الرابع من أصل 8 في بطولة العالم لسباقات الفورمولا واحد موسم 1956. حلّ البريطاني بيتر كولينز أولا.